# Louis Chapiro
Louis Chapiro dit Lagarde, dit Cousin, dit Labadie, dit Renaud, dit  Prévost, né le 28 mars 1913 dans le 14e arrondissement de Paris et fusillé le 25 avril 1944 au Mont-Valérien, commune de Suresnes (Seine, Hauts-de-Seine), est un juif français, résistant FTP, responsable militaire de l’Interrégion 31, chef militaire des FTPF de la région parisienne.

## Biographie
Louis Chapiro est né le 28 mars 1913 dans le 14e arrondissement de Paris,,.
Il est le fils de  Leib Chapiro, casquettier, et de Maha Wortalski.
Il participe à une attaque à main armée contre un centre de rationnement, à Sèvres, le 27 août 1943, avec Pierre Lorgnet, Emile Reaubourg, Jean Camus et Roland Vachette. Ils sont tous capturés, sauf Roland Vachette, qui meurt dans l'action.

## Honneurs
- Chevalier de la Légion d'honneur à titre posthume[5]
- Plaque commémorative au 34 rue des Rosiers[6],[7]